# Gandavak
Gandavak (persiska: گندوک, Gevandūk) är en ort i Iran.   Den ligger i provinsen Khorasan, i den nordöstra delen av landet, 700 km öster om huvudstaden Teheran. Gandavak ligger 932 meter över havet och antalet invånare är 167.
Terrängen runt Gandavak är huvudsakligen platt. Gandavak ligger nere i en dal.Runt Gandavak är det ganska tätbefolkat, med 185 invånare per kvadratkilometer. Närmaste större samhälle är Mashhad, 10,4 km väster om Gandavak. Trakten runt Gandavak består till största delen av jordbruksmark.